# Камиль II д’Альбон
Камиль-Элеонор-Мари-Алис д’Альбон (фр. Camille-Eléonore-Marie-Alix d'Albon; 10 ноября 1722, Сен-Ромен-де-Попе — 19 февраля 1789, Лион) — маркиз де Сен-Форжё, принц Ивето.
Сын Клода II д’Альбона и Жюли-Клод-Илер д’Альбон.
Граф де Сен-Марсель-д’Юрфе и де Таларю, виконт де Варенн, барон д’Авож, сеньор де Сен-Ромен-де-Попе, Анси, Лагранж, Персанж, Одьё, Нюэль, Сен-Лу де Дарезе, Вендри, Мортье, Поншарра, Ольм, Сезе и Нольё.
С 11 апреля 1741 лейтенант в кавалерийском полку Леви, с 1 августа 1743 капитан кавалерии.
В 1787 году член провинциальной ассамблеи от дворянского сословия.

## Семья
Жена (24.08.1751, Лион): Мари-Жаклин Оливье (1729—10.01.1807), дочь Жака Давида Оливье, генерального сборщика податей, и Франсуазы де Комбле. Приданое составляло 329 500 ливров, из которых 250 тыс. выплатил её дядя, глава дома Этьен Оливье, сеньор де Монлюсон.
Дети:
- Камиль III д’Альбон (8.07.1752—3.10.1789), принц Ивето. Жена (30.04.1772): Анжелика-Шарлотта де Кастеллан (1751—), дочь маркиза Эспри-Франсуа-Анри де Кастеллана и Луизы-Шарлотты Шарон де Менар
- Александр д’Альбон (29.07-28.12.1753)
- Жак-Давид-Камиль-Диан д’Альбон (5.10.1754 - ум. юным)
- Гаспар-Камиль д’Альбон (17.09-30.11.1755)
- Жан-Батист-Март д’Альбон (5.09-1.12.1758)
- маркиз Андре-Сюзанн д'Альбон (15.05.1760-28.09.1834). Жена (26.03.1803): Мари-Тереза де Вьеннуа (1777—1832), дочь Жана де Вьеннуа и Мари де Л’Оне д’Антраг
- Анна-Кристоф-Сюзанна д’Альбон (28.04.1761-5.03.1803). Муж (5.05.1778): Александр-Луи-Жером де Шарпен, граф де Фёжероль (1759—1801)
- Мари-Пьеретта-Фелисите д’Альбон (4.10.1762-4.08.1781)
- Жан-Антуан-Алексис-Гиг д’Альбон (5.10.1763-1812), умер в Польше. Жена: Мария Анна Берг фон Трипс (1772—1824), дочь Франца Адольфа Берг фон Трипса и Элеоноры Кунигунды фон Ратсамхаузен
- Франсуа Альбон д’Монтегю (05.03.1765-14.04.1832), умер в Российской империи
- Абель-Анна д’Альбон (22.07.1767-23.08.1836), мадмуазель де Сен-Фаржё. Муж (26.01.1809): граф Пьер-Мари де Шамбриер де Ла Рош (1763—1841)
- Шарль-Бонавантюр д’Альбон (22.01.1769-10.12.1846), рыцарь Мальтийского ордена